# سینتیک (شیمی)
سینتیک شاخه‌ای از دانش شیمی است که به بررسی سرعت و مکانیزم حرکت ذرات می‌پردازد.

## ریشهٔ واژه
اصطلاح سینتیک از واژهٔ یونانی κίνησις (سینتیس) به معنی «حرکت» گرفته شده‌است.

## شاخه‌های اصلی
- سینتیک شیمیایی
- سینتیک انتقال